# 橋本精次
橋本 精次（1881年6月-1944年5月7日）は、日本の漢文学者。第七高等学校造士館 (旧制)教授。
1981年6月、東京府生まれ。士族・橋本自聽（よりさと）の二男。父自聽は鹿児島県の谷山小学校校長に招聘された人物。中学造士館を経て、1904年7月に第七高等学校造士館第一部文科を卒業（第1回卒業生）。第七高等学校での同級生に東郷茂徳外務大臣や池田俊彦第二鹿児島中学(旧制)校長らがいる。1909年、東京帝国大学文科大学支那文学科卒業。長崎県立島原中学校 (旧制)、福岡県立東筑中学校 (旧制)、福井県立大野中学校 (旧制)各教諭を務めた後、1922年から第七高等学校造士館の漢文学教授。卒業生から初の母校教授となる。1941年3月同教授を退官し、1944年5月7日没。ドイツ語学者の橋本郁雄学習院大学名誉教授は息子（二男）。